# Mahdżan
Mahdżan (pers. كاروان) – wieś w Iranie, w ostanie Fars. W 2006 roku miejscowość liczyła 513 mieszkańców w 101 rodzinach.